# Franz Böhme
Franz Böhme (ur. 15 kwietnia 1885 w Zeltweg, zm. 29 maja 1947 w Norymberdze) – austriacki i niemiecki wojskowy, generał pułkownik z czasów II wojny światowej, General der Gebirgstruppen (generał broni oddziałów górskich), zbrodniarz wojenny.

## Życiorys
Był oficerem Galicyjskiego Pułku Piechoty Nr 95 we Lwowie. W latach 1911–1914 był słuchaczem Szkoły Wojennej w Wiedniu. Brał udział w I wojnie światowej w szeregach Armii Austro-Węgier.
Od 19 lipca 1939 był dowódcą 32 Dywizji Piechoty, która walczyła w Polsce i Francji. 5 czerwca 1940 roku objął dowodzenie nad XXXXII Korpusem Armijnym, a pod koniec 1941 roku nad niemieckimi wojskami okupacyjnymi w Serbii. Bilans dwumiesięcznego pobytu gen. Böhme w Serbii to od 20 tys. do 30  tys. rozstrzelanych cywilnych mieszkańców w akcie zemsty za to, że w walkach z jugosłowiańskimi partyzantami poległo 160 żołnierzy Wehrmachtu, a 278 zostało rannych.
Od grudnia 1943 roku walczył w XVIII Niemieckim Korpusie Armijnym, jednocześnie był dowódcą XVIII Okręgu Wojskowego w Salzburgu. 24 czerwca 1944 roku został dowodzącym 2 Armii Pancernej na Bałkanach. Na skutek ran odniesionych w katastrofie lotniczej w lipcu 1944 roku został przeniesiony do rezerwy, a dowództwo nad Armią Pancerną objął Maximilian de Angelis. W 1945 roku Böhme dowodził 20 Armią Górską. Po wojnie dostał się do niewoli na terytorium Norwegii. Był oskarżony o zbrodnie wojenne, których dokonać miała podległa mu jednostka wojskowa w Serbii.
W maju 1947 roku popełnił samobójstwo, skacząc z okna więzienia, w którym przebywał. Został pochowany w Grazu.

## Odznaczenia
- Krzyż Komandorski z Gwiazdą Orderu Węgierskiego Zasługi (1936)[3]
- Komandor Orderu Korony Włoch (21 stycznia 1938)[3]

- Szpanga Krzyża Żelaznego II Klasy (12 września 1939)[3]
- Szpanga Krzyża Żelaznego I Klasy (25 września 1939)[3]
- Krzyż Rycerski Krzyża Żelaznego (29 czerwca 1940)[3]
- Order Krzyża Wolności I Klasy (13 maja 1943)[3]
- Złoty Krzyż Niemiecki (10 lub 11 lutego 1944)[3]